# Menhard I. Tyrolský
Menhard I. Tyrolský (uváděn též jako Menhart III. Gorický, asi 1194 – 22. července 1258) byl tyrolský šlechtic z rodu Menhardovců, tyrolský hrabě, jako Menhard III. hrabětem gorickým a istrijským a také správcem v Aquileii, Tridentu, Brixenu a Bolzanu.

## Život
Narodil se z prvního manželství gorického hraběte Engelberta III. s Matyldou Meránskou, dcerou hraběte Bertholda III. Roku 1246 byl císařem Fridrichem II. jmenován místodržitelem Štýrska a 1250 Rakouska. 
Menhard I. Tyrolský zemřel roku 1258 a byl pohřben na hradě Tirol.

## Potomci
S manželkou Adélou († 1279), dcerou tyrolského hraběte Albrechta III., měl nejméně čtyři děti:
- Adéla († 1291) ∞ Fridrich I. Ortenburský
- Menhard (1238–1295), hrabě gorický a tyrolský ∞ Alžběta Bavorská
- Albrecht († 1304), hrabě gorický
- Berta († 1267) ∞ Konrád Wullenstettenský

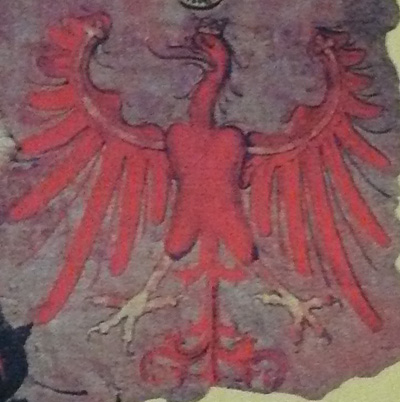
Tyrolská orlice